# EE Водолея
EE Водолея (лат. EE Aquarii), HD 213863 — двойная затменная переменная звезда типа Беты Лиры (EB) в созвездии Водолея на расстоянии приблизительно 340 световых лет (около 104 парсеков) от Солнца. Видимая звёздная величина звезды — от +8,55m до +7,91m. Орбитальный период — около 0,509 суток (12,216 часов).

## Характеристики
Первый компонент — жёлто-белая звезда спектрального класса F0V. Эффективная температура — около 7307 К.